# Pickle de hojas de hibisco
El pickle de hojas de hibisco es un encurtido popular en Andhra Pradesh elaborado con hojas frescas de Roselle (Hibiscus sabdariffa) o Gongura, donde se lo conoce como Gongura pacchadi o Gongura Pickle. También se consume en Telangana, Tamil Nadu, Maharashtra y Karnataka. En algunos de los estados del noreste de la India, la planta se conoce como aamelli o mwitha. Estos encurtidos agrios/picantes también están disponibles comercialmente.